# Parti Socialiste du Sénégal
De Parti Socialiste du Sénégal (PSS, d.i. Socialistische Partij van Senegal) werd in 1976 opgericht als opvolger van de Union de Progressiste Sénégalaise. De partij was tot 2000 aan de macht. Léopold Sédar Senghor (1960-1980) en Abdou Diouf (1980-2000) waren namens de PSS president van Senegal.
Lange tijd kende Senegal een driepartijenstelsel. Naast de sociaaldemocratische PSS bestonden ook de liberale Parti démocratique sénégalais (PDS) en de linkse Parti africain de l'indépendance (PAI). In de jaren 80 werden ook andere partijen toegelaten. De PSS was lange tijd de meest succesvolle partij van het land, maar is sinds 2007 niet meer in het parlement vertegenwoordigd.
Zie ook: Lijst van politieke partijen in Senegal